# Franz Ignatz Cassian Hallaschka

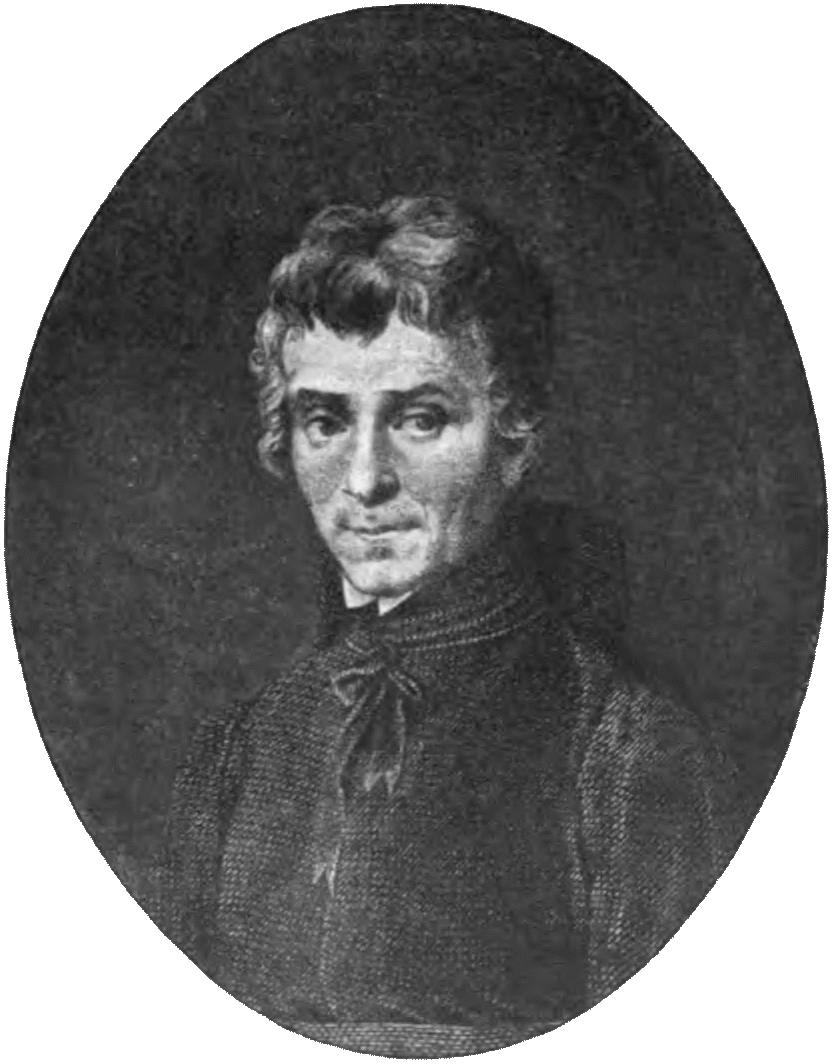
Franz Ign. Cassian Halaschka (aus der Geschichte des österreichischen Unterrichtswesens, Wien 1905)

Franz Ignatz Cassian Hallaschka (tschechisch František Ignác Kassián Halaška; * 10. Juli 1780 in Bautsch; † 12. Juli 1847 in Prag) war ein mährischer Naturforscher, Mathematiker, Physiker und Astronom.

## Leben
1799 trat er den Piaristen im mährischen Lipník bei. 1801 bis 1803 lehrte er an den Gymnasien in Strassnitz, Mikulov und Kroměříž, gleichzeitig studierte er in Stará Voda, Strážnice und Kroměříž weiter. 1807 legte er sein Doktorat der Philosophie an der Universität Wien ab. 1808 wurde Hallaschka zum Gymnasial-Professor der Mathematik und Philosophie in Mikulov berufen, kurz darauf ging er nach Brünn. Hier baute er eine Sternwarte auf und rüstete sie mit den notwendigen Instrumenten aus. 1814 ging er nach Prag und lehrte bis 1832 an der Prager Universität Physik.
Er traf viele europäische Forscher wie Alexander von Humboldt und Friedrich Wilhelm Bessel und arbeitete an gemeinsamen Projekten in England und Preußen mit. 1823 wurde er Mitglied der Königlichen böhmischen Gesellschaft der Wissenschaften. 1832 berief man ihn zum Dekan und später zum Rektor der Karls-Universität. 1834 erfolgte die Ernennung zum Rektor der Wiener Universität und zum Regierungsrat der Hofkommission der Studien in Wien. Durch sein Zutun erhielten Brünn und Prag neue Physikkabinetts. 1838 ernannte man Hallaschka zum Landesprälaten von Böhmen sowie Propst von Altbunzlau und 1844 zum Hofrat in Wien.

## Werke
Er widmete sich vor allem astronomischen, meteorologischen, trigonometrischen und erdkundschaftlichten Beobachtungen. 1811 errechnete er alle Sonnenfinsternisse von 1813 bis 1860. Er war Autor von 27 physikalischen und naturwissenschaftlichen Werken.
- Geographische Ortsbestimmung von Altbunzlau nebst topographischer Beschreibung des Gutes gleichen Namens ; mit der Ansicht von Altbunzlau und dem Schlosse von Brandeis, Prag 1822. Digitalisierte Ausgabe der Bayerischen Staatsbibliothek
- Handbuch der Naturlehre, 3 Bde., Prag 1824–1825. (ein Hochschullehrbuch der österreichischen Monarchie)
- Geographische Ortsbestimmung von Steinschönau ; nebst der geographischen Karte von der Herrschaft Böhmisch-Kamnitz von Franz Xaver Heinrich Kreybich, Prag 1826. Digitalisierte Ausgabe der  SLUB Dresden (eBooks on Demand)
- Die freie Municipalstadt Bautsch in Mähren in geographisch-topographischer und historischer Beziehung dargestellt, Verlag Gottlieb Haase Söhne, Prag, 1842